# لوان کوگواشویلی
لوان کوگواشویلی (گرجی: ლევან კოღუაშვილი؛ زادهٔ ۱۸ نوامبر ۱۹۷۳) کارگردان فیلم و فیلمنامه نویس اهل کشور گرجستان است.